# ميريل سانفورد
ميريل سانفورد هو سياسي أمريكي، ولد في 17 يوليو 1947 في مدينة بيلينغام في الولايات المتحدة.